# Danaos
Danaos (gr. Δαναός Danaós, łac. Danaus) – w mitologii greckiej syn Belosa i Anchinoe, brat króla Egiptu Ajgyptosa, ojciec pięćdziesięciu córek Danaid. Uciekł z Egiptu w obawie przed bratem Ajgyptosem wraz z córkami i osiedlił się w Argos, gdzie wkrótce został obwołany królem. Z jego rozkazu córki zamordowały swych mężów podczas nocy poślubnej.